# Auros
Auros is een gemeente in het Franse departement Gironde (regio Nouvelle-Aquitaine). De plaats maakt deel uit van het arrondissement Langon. Auros telde op 1 januari 2022 1.046 inwoners.

## Geografie
De oppervlakte van Auros bedroeg op 1 januari 2022 15,32 vierkante kilometer; de bevolkingsdichtheid was toen 68,3 inwoners per km².

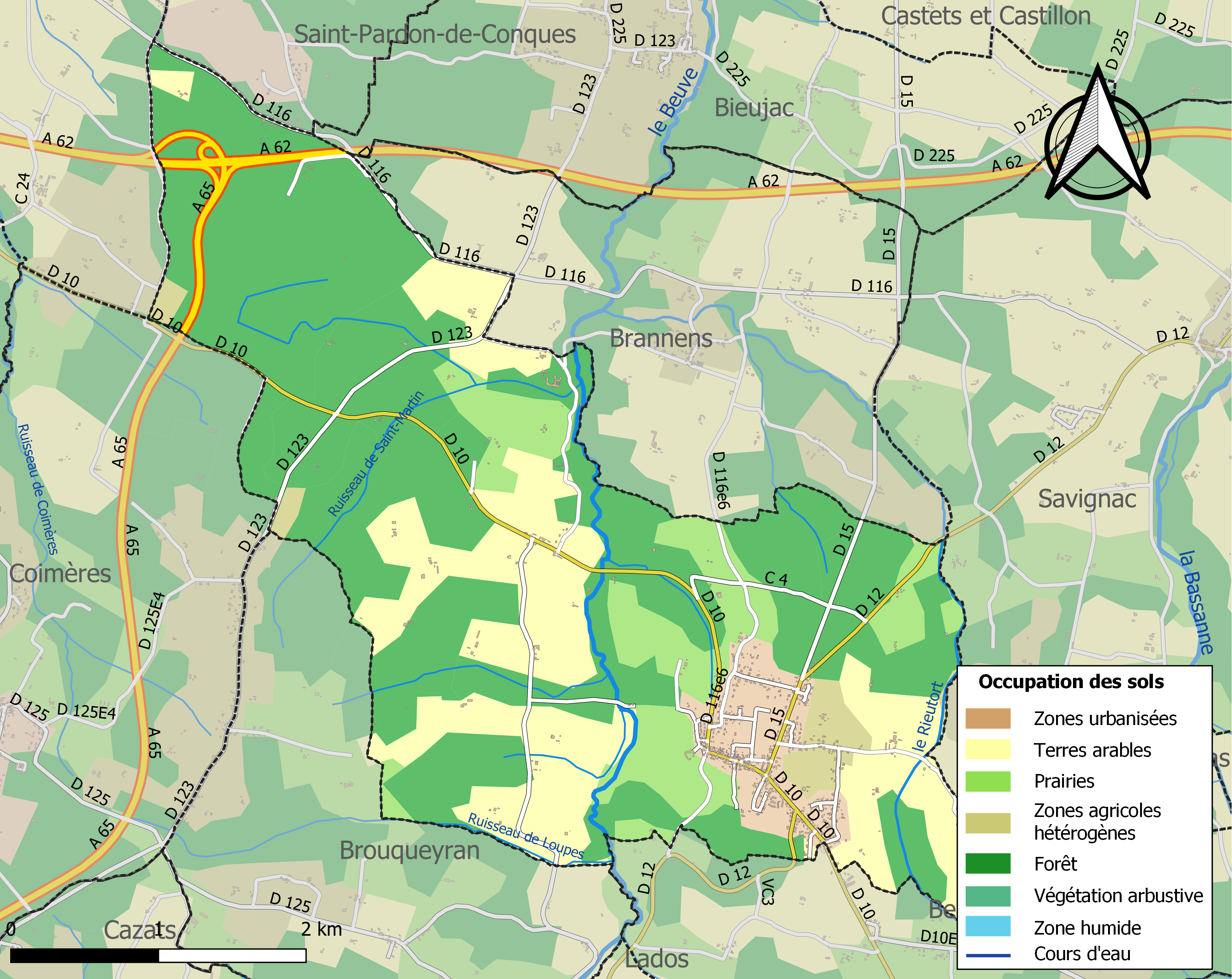
Kaart van de gemeente met belangrijkste infrastructuur, bodemgebruik en omliggende gemeenten

## Demografie
Onderstaande figuur toont het verloop van het inwonertal (bron: INSEE-tellingen).